# Eaglexpress Air Charter
Eaglexpress Air Charter (im Außenauftritt verkürzt Eaglexpress Air) war eine malaysische Charterfluggesellschaft mit Sitz in Kuala Lumpur und Basis auf dem Flughafen Kuala Lumpur.

## Geschichte
Eaglexpress Air Charter wurde 2011 gegründet. Die Fluggesellschaft stellte am 21. Dezember 2016 den Betrieb ein.

## Flotte
Die Flotte der Eaglexpress Air bestand aus einem Flugzeug mit einem Durchschnittsalter von 25,8 Jahren:
| Flugzeugtyp    | Luftfahrzeugkennzeichen | Anmerkungen                                       |
| -------------- | ----------------------- | ------------------------------------------------- |
| Boeing 747-400 | 9M-MPD                  | ehemalige Maschine der Malaysia Airlines; inaktiv |